# Дювиньо, Жан
Жан Дювиньо́ (фр. Jean Duvignaud; 22 февраля 1921, Ла-Рошель — 17 февраля 2007, Ла-Рошель) — французский социолог и антрополог, драматург, журналист.

## Жизнь и труды
В 1943 году окончил парижский лицей Генриха IV. Участвовал в Сопротивлении. Ученик Р. Бастида, учитель Ж. Перека. В 1940-60-х годах входил в круг друзей Маргерит Дюрас — так называемую группу улицы Сен-Бенуа. В 1958 году вместе с Э. Мореном, Р. Бартом и другими основал философско-социологический и политологический журнал «Аргументы». В 1961 году стал ассистентом Жоржа Гурвича в Сорбонне. В 1972 году вместе с Переком и философом Полем Вирильо основал журнал социальной антропологии и критики современности «Общее дело». Под редакцией Дювиньо в парижском издательстве «Арш» («Ковчег») выходила библиотечка «Выдающиеся драматурги», где он сотрудничал в С. Беккетом, Э. Ионеско, А. Адамовым и другими. Преподавал в Тунисе, Париже, Туре. Сотрудничал с многими газетами и журналами («Матен», «Экспресс», «Нувель обсерватёр» и др.). Выступал как киносценарист.
Многочисленные труды посвящены социологии воображения, искусства, праздника, месту игры и сценического розыгрыша (спектакля), роли актёра в обществах новейшего времени.

## Избранные сочинения
- L’Acteur, esquisse d’une sociologie du comédien (1965, переизд. 1995).
- Sociologie du théâtre (1965, переизд. 1999)
- Spectacle et société (1970)
- Introduction à la sociologie (1971)
- Sociologie de l’art (1972)
- L’Anomie, hérésie et subversion (1973)
- Fêtes et civilisations (1974, переизд. 1991)
- Le Don du rien, essai d’anthropologie de la fête (1977)
- Le Jeu du jeu (1980)
- Le Propre de l’homme, histoires du comique et de la dérision (1985)
- La Solidarité, liens de sang et liens de raison (1986)
- La Genèse des passions dans la vie sociale (1990)
- Perec ou La cicatrice (1993)
- Le singe patriote. Talma, un portrait imaginaire (1993, роман)
- B.K.: Baroque et Kitsh (1997)
- Le pandémonium du présent, idées sages, idées folles (1998)
- Le prix des choses sans prix (2001)
- La ruse de vivre, état des lieux (2006)